# Solirubrobacter
Solirubrobacter ist eine Gattung von Bakterien. Sie ist die einzige Gattung der Familie Solirubrobacteraceae.

## Merkmale
Die Zellen sind stäbchenförmig. Bei der Art S. pauli treten in jungen Kulturen relativ lange Zellen auf, während es sich in älteren Kulturen meist um kurze Stäbchen handelt. Die Art S. pauli zeigt Wachstum bei Temperaturen von 19–38 °C, S. soli bei 15–35 °C und S. ginsenosidimutans bei Temperaturen zwischen 15 und 37 °C. MK-7(H4) ist das dominante Menachinon. Die Zellen sind unbeweglich. Sporen werden nicht gebildet. Alle bisher (2018) beschriebenen Arten sind aerob.

## Systematik
Die Gattung  Solirubrobacter in der monophyletischen Familie Solirubrobacteraceae zählt zu der Ordnung Rubrobacteria in der Abteilung (Phylum) Actinobacteria. Folgende Arten sind bis jetzt (April 2018) bekannt, Solirubrobacter pauli ist die Typusart:
Solirubrobacteraceae Stackebrandt 2005 emend. Zhi et al. 2009
- Solirubrobacter Singleton et al. 2003, gen. nov

- Solirubrobacter ginsenosidimutans An et al. 2011, sp. nov.
- Solirubrobacter pauli Singleton et al. 2003, sp. nov.
- Solirubrobacter phytolaccae Wei et al. 2014, sp. nov.
- Solirubrobacter soli Kim et al. 2007, sp. nov.
- Solirubrobacter taibaiensis Zhang et al. 2014, sp. nov.

## Ökologie
Die Arten sind in der Umwelt weit verbreitet. Funde von 16S rRNA, die denen der Arten stark gleichen, stammen aus einer Vielzahl von verschiedenen Orten, wie z. B. Waldböden, Pflanzenwurzeln und Eingeweide von Insekten. Es handelt sich wohl um eine weit verbreitete Gattung, welche bis jetzt (2015) aber noch schlecht untersucht worden ist.